# Deborah Dickson
Pour les articles homonymes, voir Dickson.
Deborah Dickson est une réalisatrice et productrice américaine.

## Filmographie

### Réalisatrice
- 1985 : Ozawa
- 1987 : Frances Steloff : Memoirs of a Bookseller
- 1988 : Karajan in Salzburg
- 1989 : Dancing for Mr. B : Six Balanchine Ballerinas
- 1990 : Christo in Paris
- 1992 : America Undercover
- 1995 : Sex, Teens and Public Schools
- 1996 : Letting Go : A Hospice Journey
- 1996 : Suzanne Farrell: Elusive Muse
- 1998 : The Art of Influence
- 2001 : LaLee's Kin : The Legacy of Cotton
- 2002 : Ruthie and Connie : Every Room in the House
- 2003 : American Masters
- 2008 : Another Day in Paradise
- 2009 : Witnesses to a Secret War
- 2012 : The Lost Bird Project
- 2014 : Ruthie & Connie : Every Room in the House, Special Edition
- 2015 : Cancer : The Emperor of All Maladies
- 2016 : Art in the Twenty-First Century

### Monteuse
- 1985 : Ozawa
- 1985 : Vladimir Horowitz : The Last Romantic
- 1988 : Karajan in Salzburg
- 1990 : Christo in Paris
- 1992 : America Undercover
- 1996 : Letting Go : A Hospice Journey
- 1996 : Suzanne Farrell: Elusive Muse
- 2001 : LaLee's Kin : The Legacy of Cotton
- 2009 : Quest for Honor
- 2012 : The Lost Bird Project

### Productrice
- 1987 : Frances Steloff : Memoirs of a Bookseller
- 1992 : America Undercover
- 1994 : Umbrellas
- 2002 : Ruthie and Connie : Every Room in the House
- 2008 : Carrier
- 2009 : Monica & David
- 2009 : Stolen
- 2009 : Witnesses to a Secret War
- 2012 : The Lost Bird Project
- 2014 : Minding Our Own
- 2014 : Ruthie & Connie : Every Room in the House, Special Edition

### Scénariste
- 2003 : American Masters
- 2008 : Another Day in Paradise
- 2008 : The Metropolitan Opera HD Live
- 2015 : The Bolivian Case

### Actrice
- 2014 : Samaki Mchangani